# 인천상륙작전기념관
인천상륙작전기념관은 6·25 전쟁 때 연합군 상륙작전을 기리기 위하여 세운 기념관으로, 인천광역시 연수구 옥련동에 있다.
1984년 09월 인천직할시로 승격 당시 개항 100주년을 기념해 개관했다. 
자유민주주의를 수호하기 위해 숭고한 희생을 한 젊은 군인 장정들의 넋을 기리고, 6.25전쟁의 연합국 참전국의 수호의 역사를 기리는 만큼, 참여한 만큼 외국인들의 대표 관광지로도 알려지게 됐다. 

## 개요

### 참전국게양대

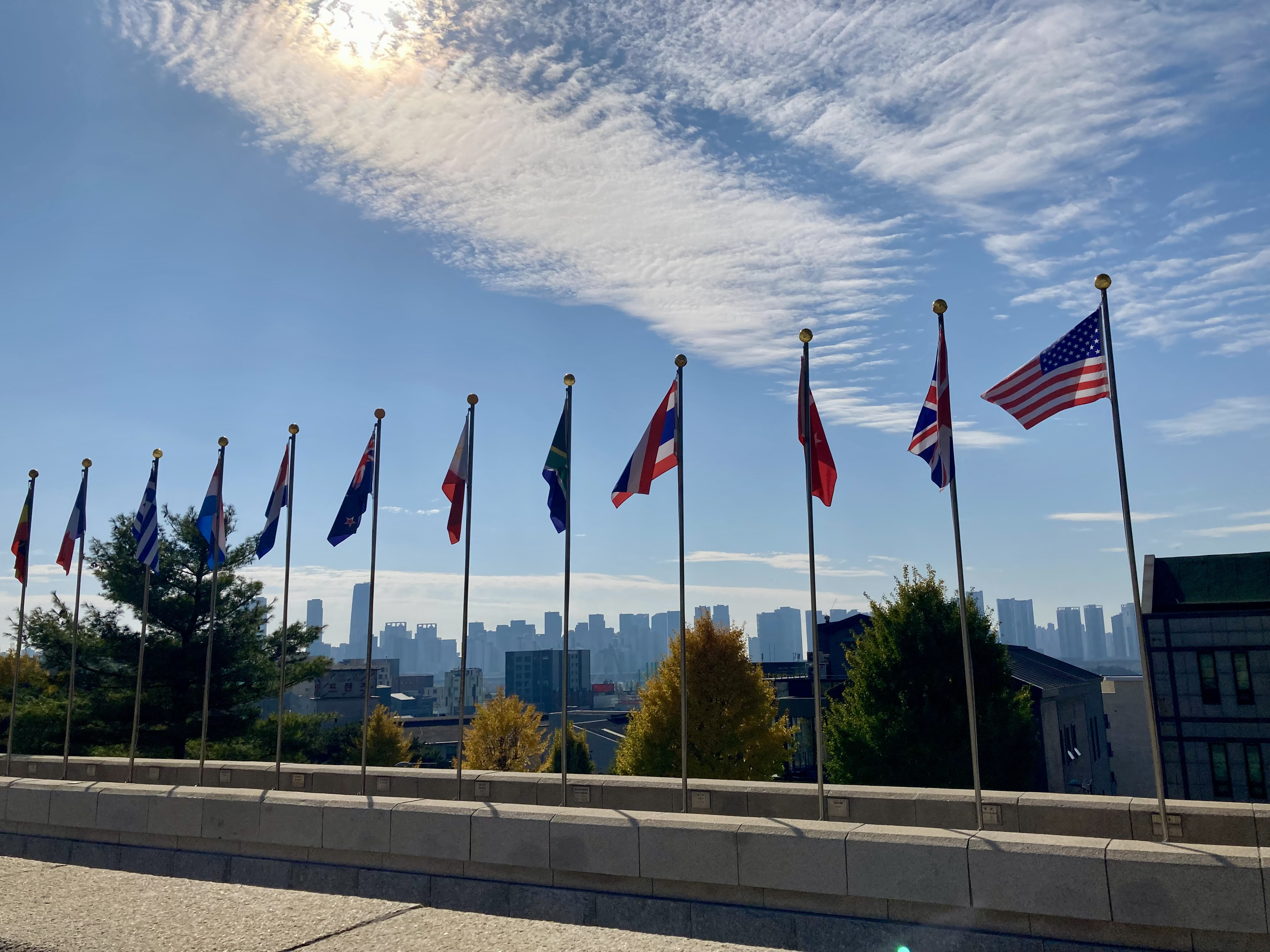
625참전국 게양대
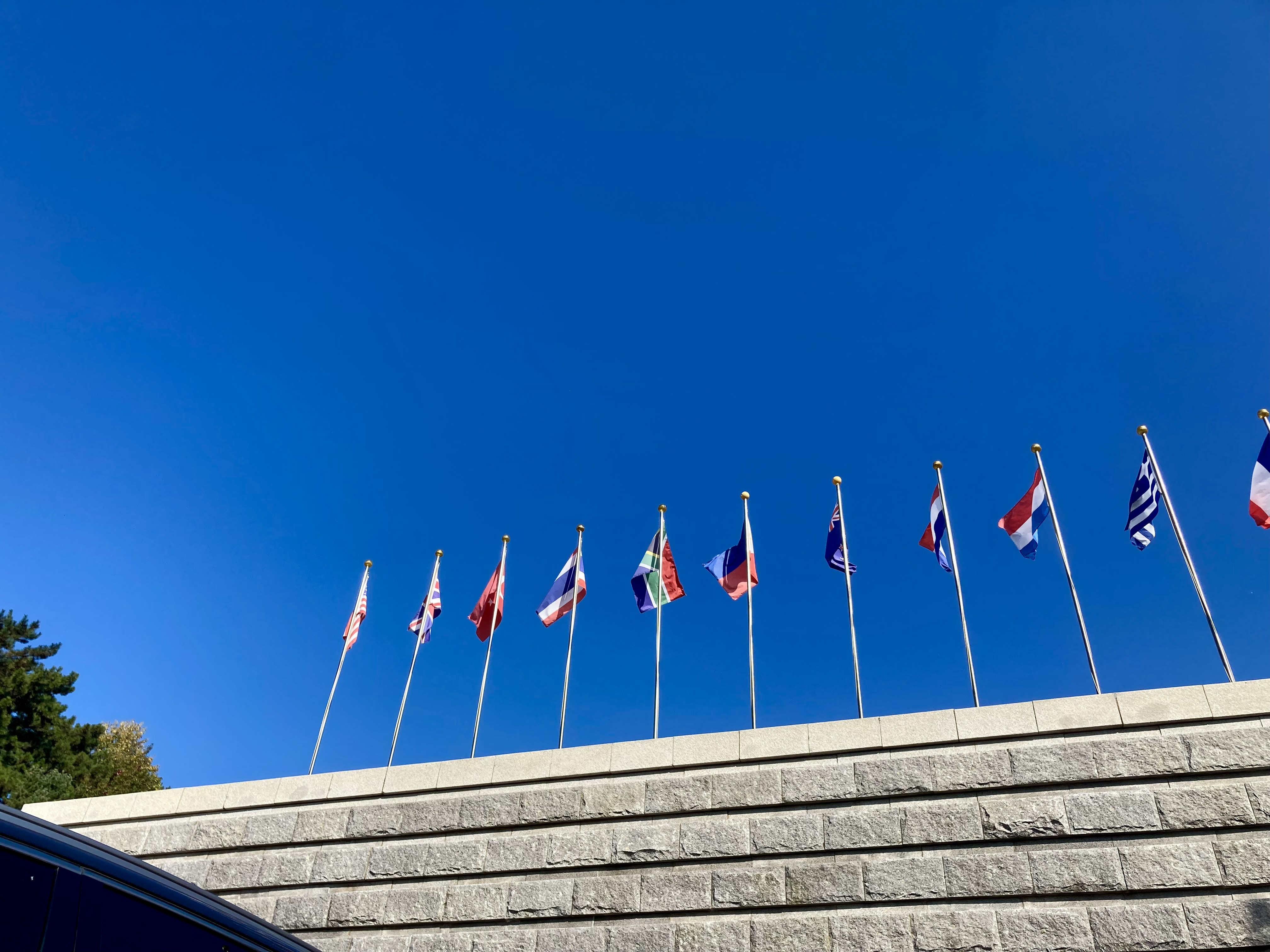
625참전국 게양대
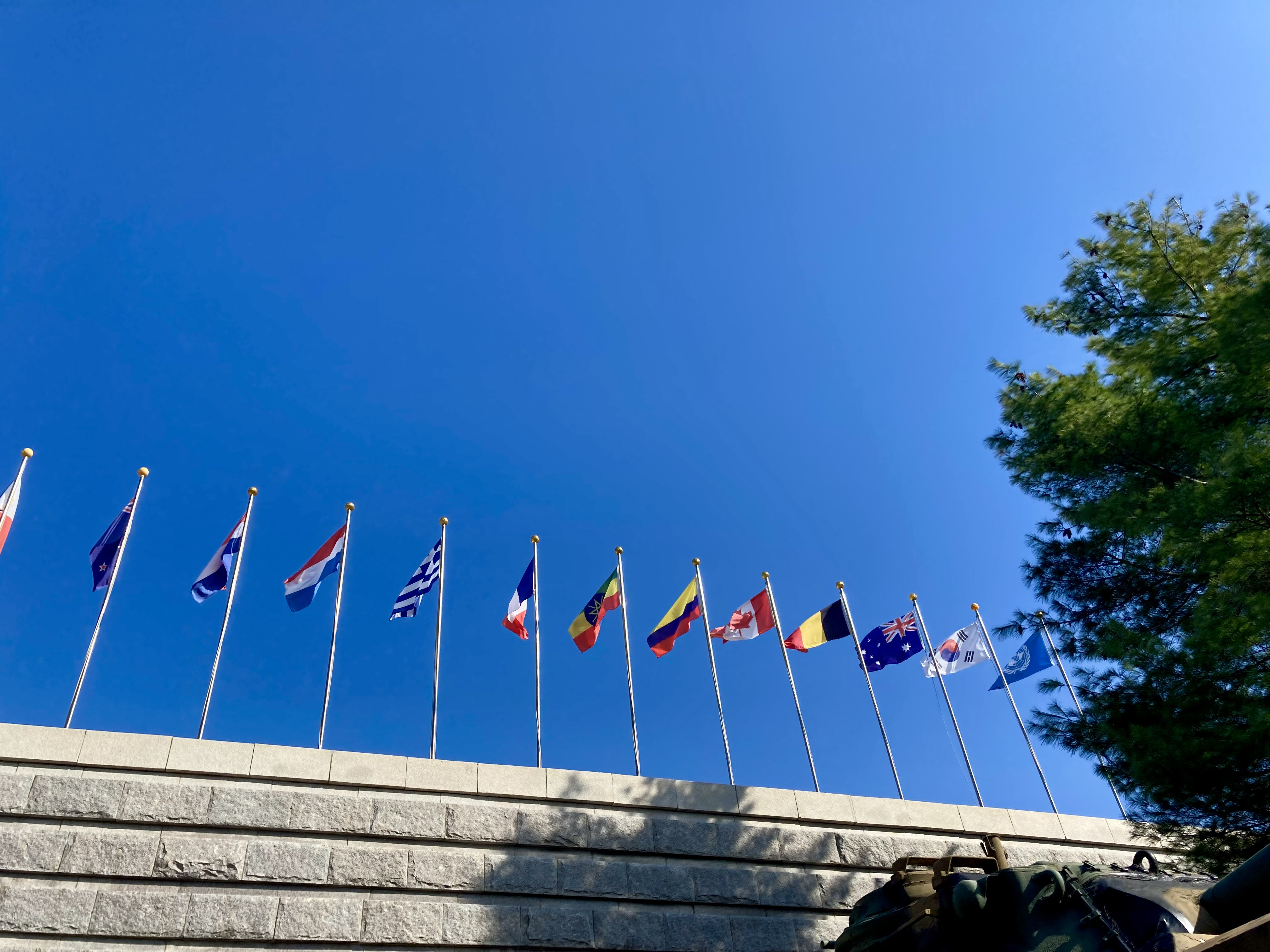
625참전국 게양대

인천상륙작전기념관은 해발고도 150m의 송도 청룡산 중턱에 화강암으로 축조되었으며, 2개의 직삼각형을 대칭형으로 세워 놓은 모양이다. 기념관 내에는 인천상륙작전과 관련된 각종 역사적 자료가 전시되어 있다. 제1전시관, 제2전시관, 야외전시관(기념비 및 조형물 등)으로 이루어져 있다.

### 인천상륙작전기념관
- 개관 : 1984년 9월 15일
- 대지 면적 : 24,347m2
- 건물 면적 : 1,793m2
- 건립 비용 : 43억원 (시비 28억원, 시민성금 15억원)
- 주차시설 : 무료이며 매일 오전 9시부터 오후 18시까지 운영된다.

## 건립 목적
1950년 공산세력의 불법 침략으로 위기에 놓인 대한민국을 UN의 깃발아래 목숨을 바쳐 자유 민주주의를 지켜낸 우방국가 젊은이들의 숭고한 희생정신을 영원히 기린다는 의미가 있으며, 뜻을 소중히 하기 위해 한국 전쟁 당시 전세의 역전에 결정적 계기가 된 인천상륙작전이 수행되었던 지점에 1984년 건립되었다.
- 구국의 계기가 되었던 인천 상륙 작전을 기념함과 동시에 참전국과의 유대 강화
- UN 참전국 젊은 군인들의 숭고한 희생에 대한 넋을 기림
- 인천상륙작전의 역사적 사실을 문화적 차원에서 기념 보존
- 인천의 직할시 승격과 동시에 개항 100주년을 기념
- 자유 수호의 실증적인 교육장[2]

## 자유수호의 탑
인천상륙작전 뿐만 아니라 6.25 전쟁에 참여한 UN 동맹국을 표현하였다.
- 전투부대 파견국 : 오스트레일리아, 벨기에, 캐나다, 콜롬비아, 에티오피아, 프랑스, 그리스, 룩셈부르크, 네덜란드, 뉴질랜드, 필리핀, 남아프리카공화국, 태국, 터키, 영국, 미국
- 의료지원국 : 덴마크, 인도, 이탈리아, 노르웨이, 스웨덴, 독일

### 인천상륙작전기념비

인천상륙작전기념관 기념비
인천상륙작전기념관 기념비
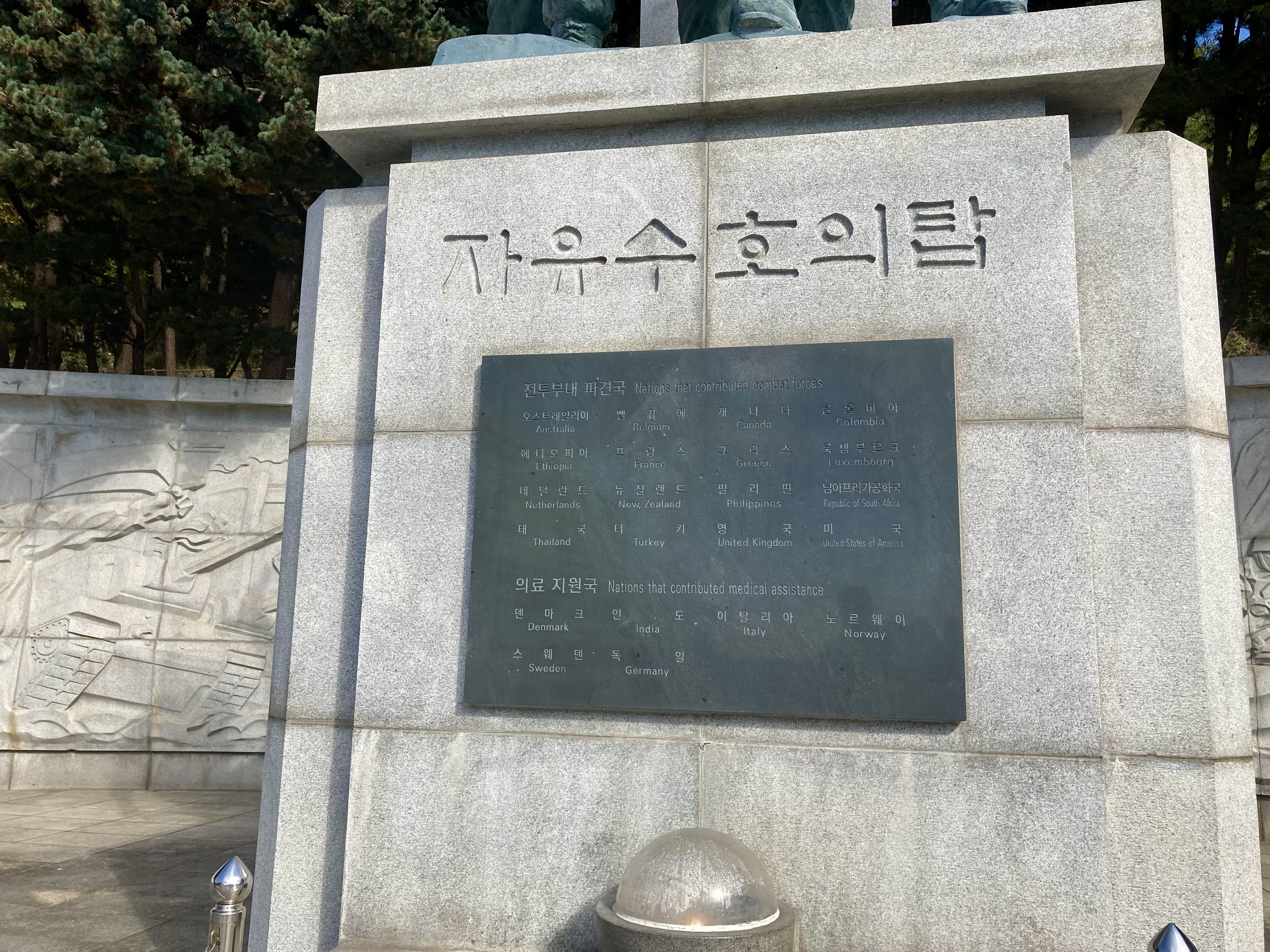
자유수호의 탑에 새겨진 UN동맹국가
인천상륙작전기념관 안내판
인천상륙작전기념관 안내판

## 설명

미국 해병 제1사단 현판, 1만리 먼 타국에서 한국을 위해 가장 위험한 전투에 임했다.

현충 시설 지정은 2003년 05월 30일 이루어졌다.
전시관에는 6.25전쟁 당시 수세에 몰렸던 국군과 UN군, 미군의 상황에서 UN군 사령관인 맥아더 장군의 인천상륙작전을 준비, 계획하는 단계부터 상륙작전이 진행되었던 전쟁사를 보존, 전시하고 있다. 
인천상륙작전은 6·25전쟁이 한창이던 1950년 9월 15일 유엔군 총사령관 맥아더 장군이 주도하였으며, 전쟁 전반의 전세를 역전시키는 중요한 계기가 되었다. 상륙지점인 인천을 고립시키기 위해 9월 4일부터 공습이 시작되어 상륙 당일인 9월 15일까지 지속되었다. 9월 15일 함정 261척, 7만여 명을 동원하여 덕적도 근처에 집결, 작전이 시작되었다. 조수간만의 차가 극심한 인천 앞바다에서 용감한 미 해병 제1사단과 국군 해병대, 그리고 미 제7보병사단과 국군 제17보병연대 장병들이 상륙에 성공했다. 월미도를 먼저 점령한 후 16일에는 인천 시가지를 탈환했다.

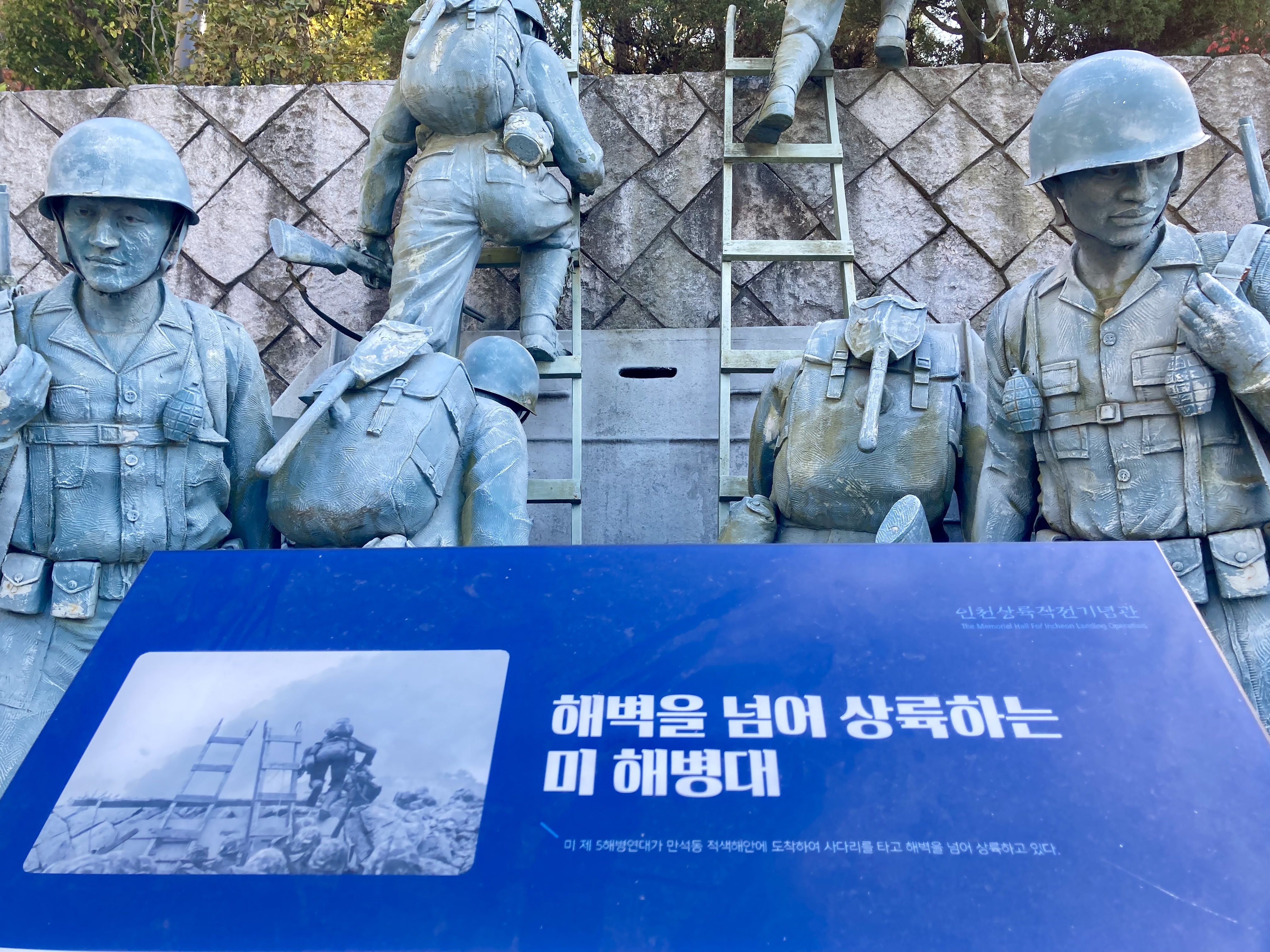
중구 만석동 적색해안을 상륙하는 미제5해병연대
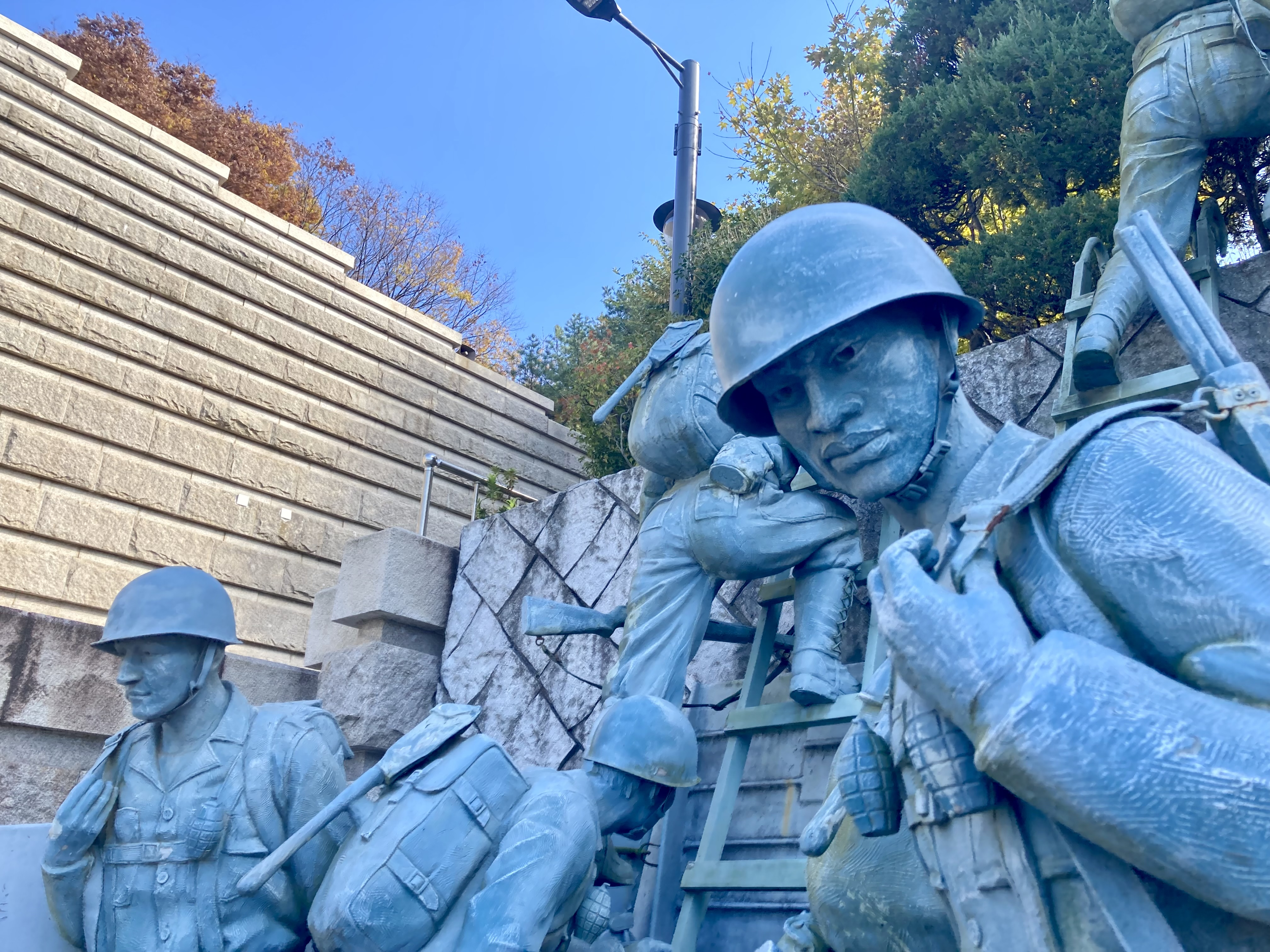
중구 만석동 적색해안을 상륙하는 미제5해병연대
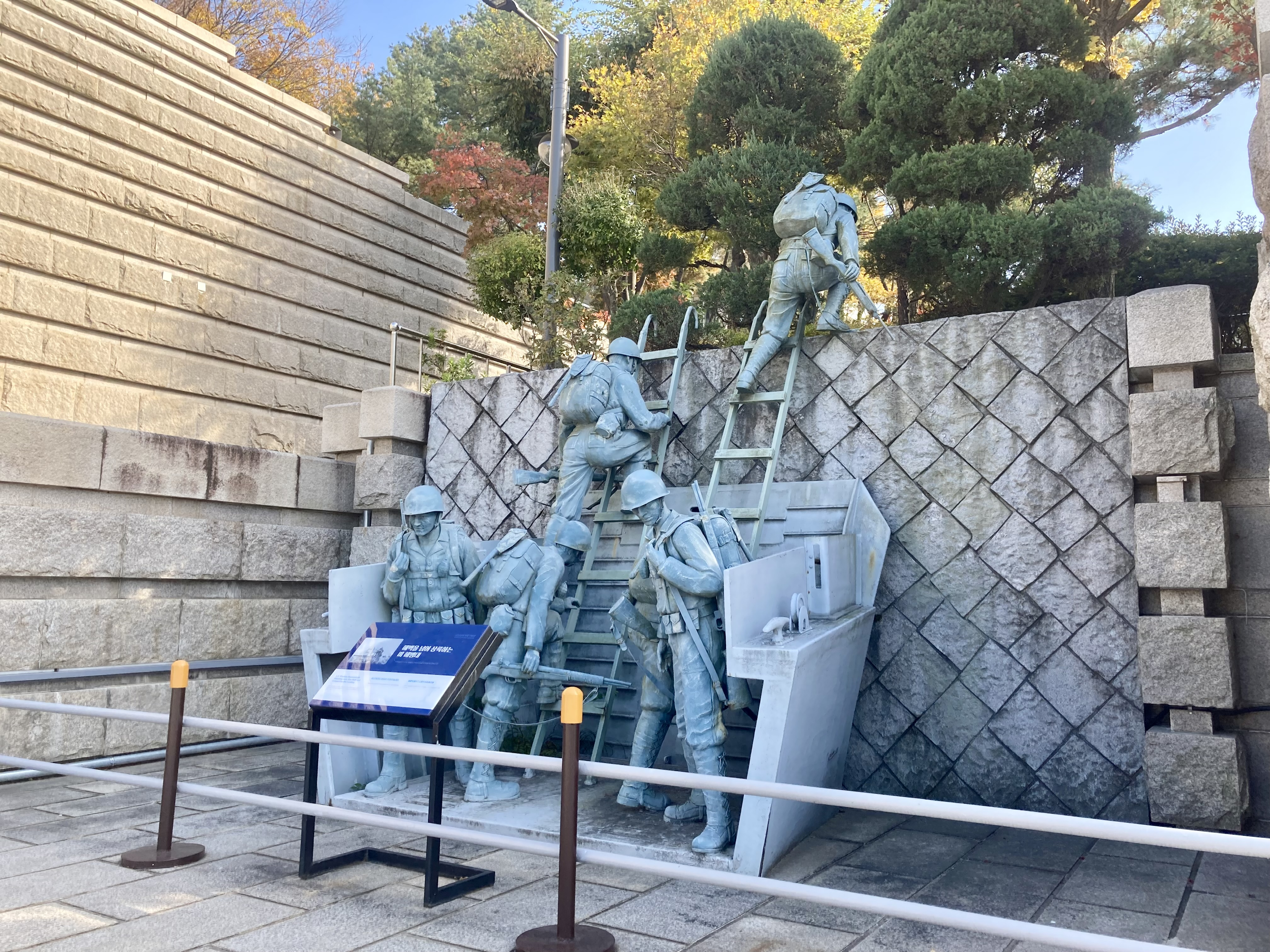
중구 만석동 적색해안을 상륙하는 미제5해병연대
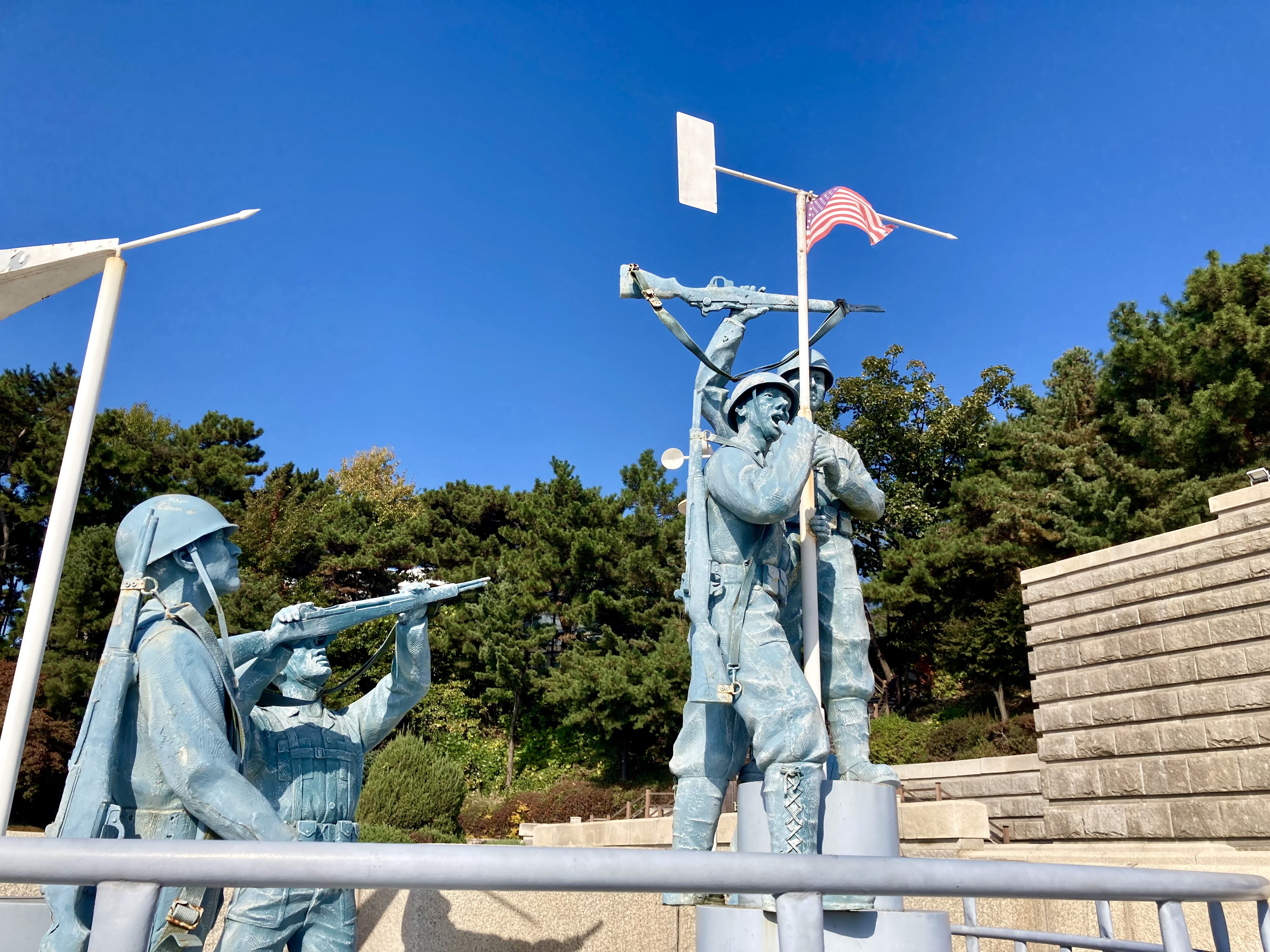
미해병대의 인천상륙작전 성공을 알리는 조형물

## 시설
주출입구인 반원형의 아치형 다리 입구와, 건물에 권위를 부여하는 강렬한 대칭을 지닌 계단과 중앙 자유수호의 탑이 있다. 한국 현대건축의 1세대 건축가인 김수근 선생의 설계(1983년)로 중심축에 있는 계단을 올라가는 동안에는 높은 피로도가 있을 수 있지만 수평의 공간이 주는 안도감과 자유수호의탑의 힘들었던 전장상황의 경험을 공간적으로 표현하는 과정이 있었다 한다. 전쟁이 결코 쉽지 않고 숭고한 선대의 헌신을 공간상으로 표현한 장소로 볼 수 있다.
좌측의 경우 계단이 있고, 정면에도 계단이 있지만 전후 용사분들이 방문하거나 장애인분들을 위한 접근을 용이하게 위해 우측과 좌측의 섬세한 배려가 있는 기념장소이다.

### 건축물 사진

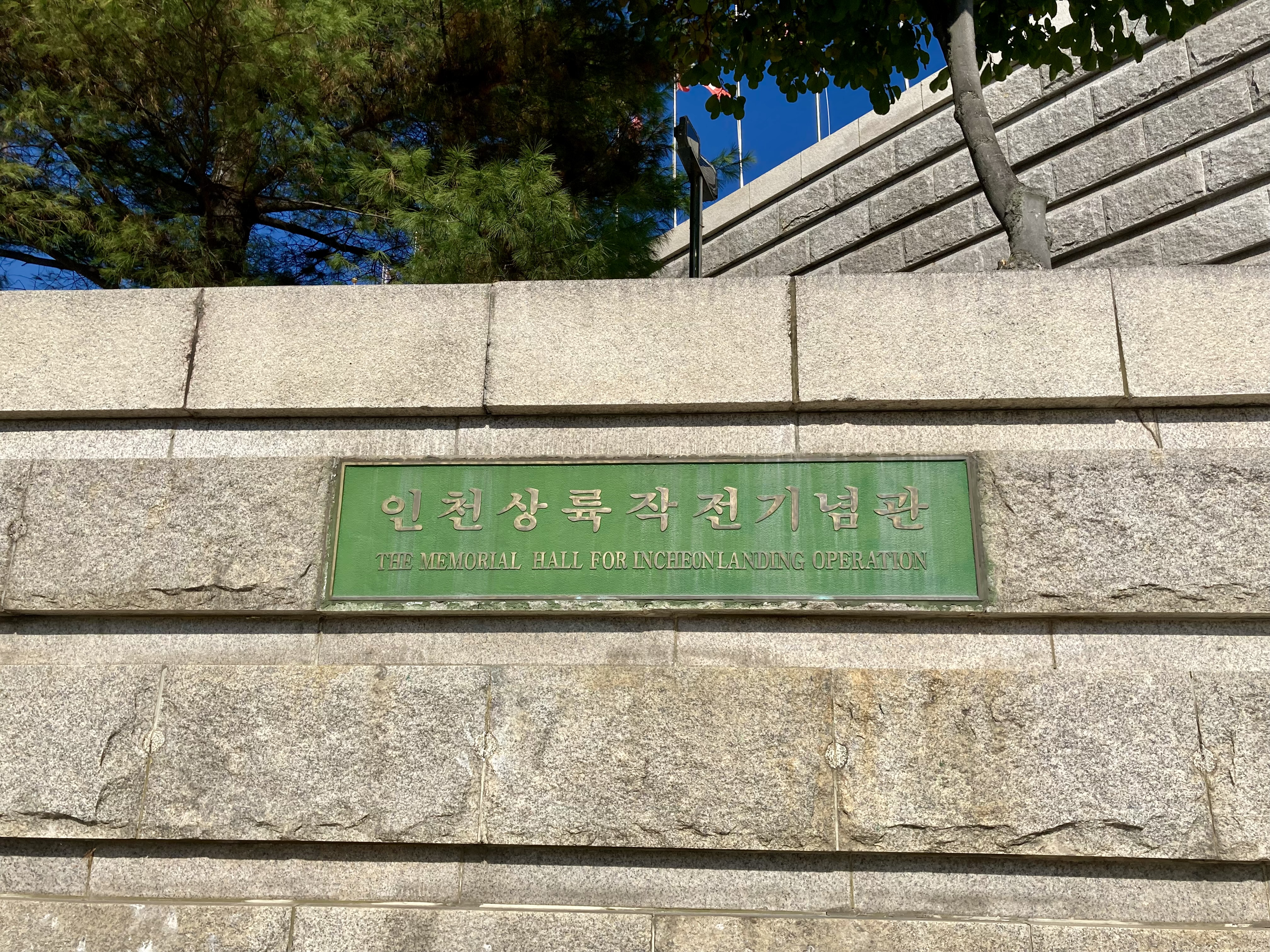
현판
우측계단에서 본 계양대
우측계단
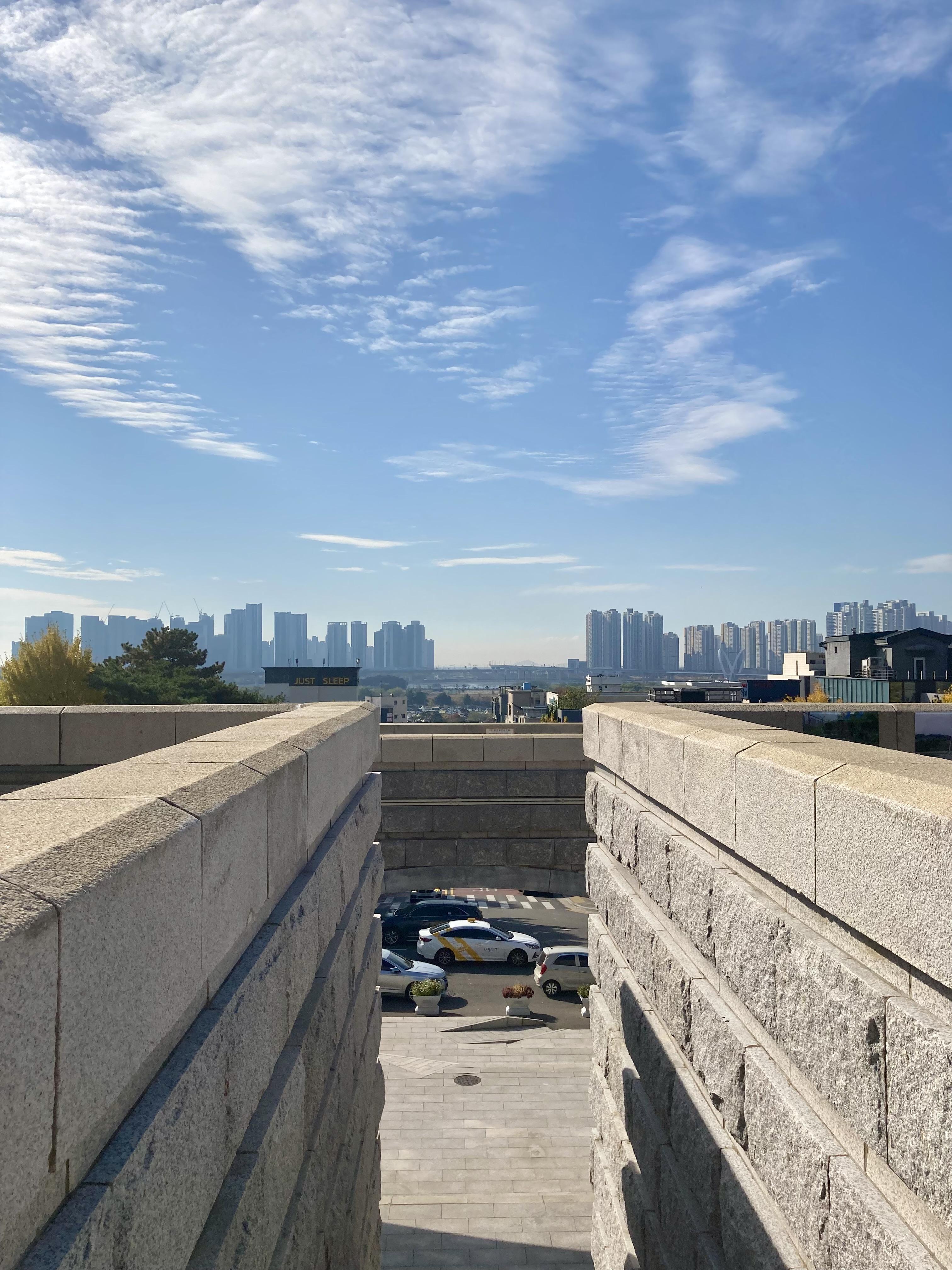
인천 전경
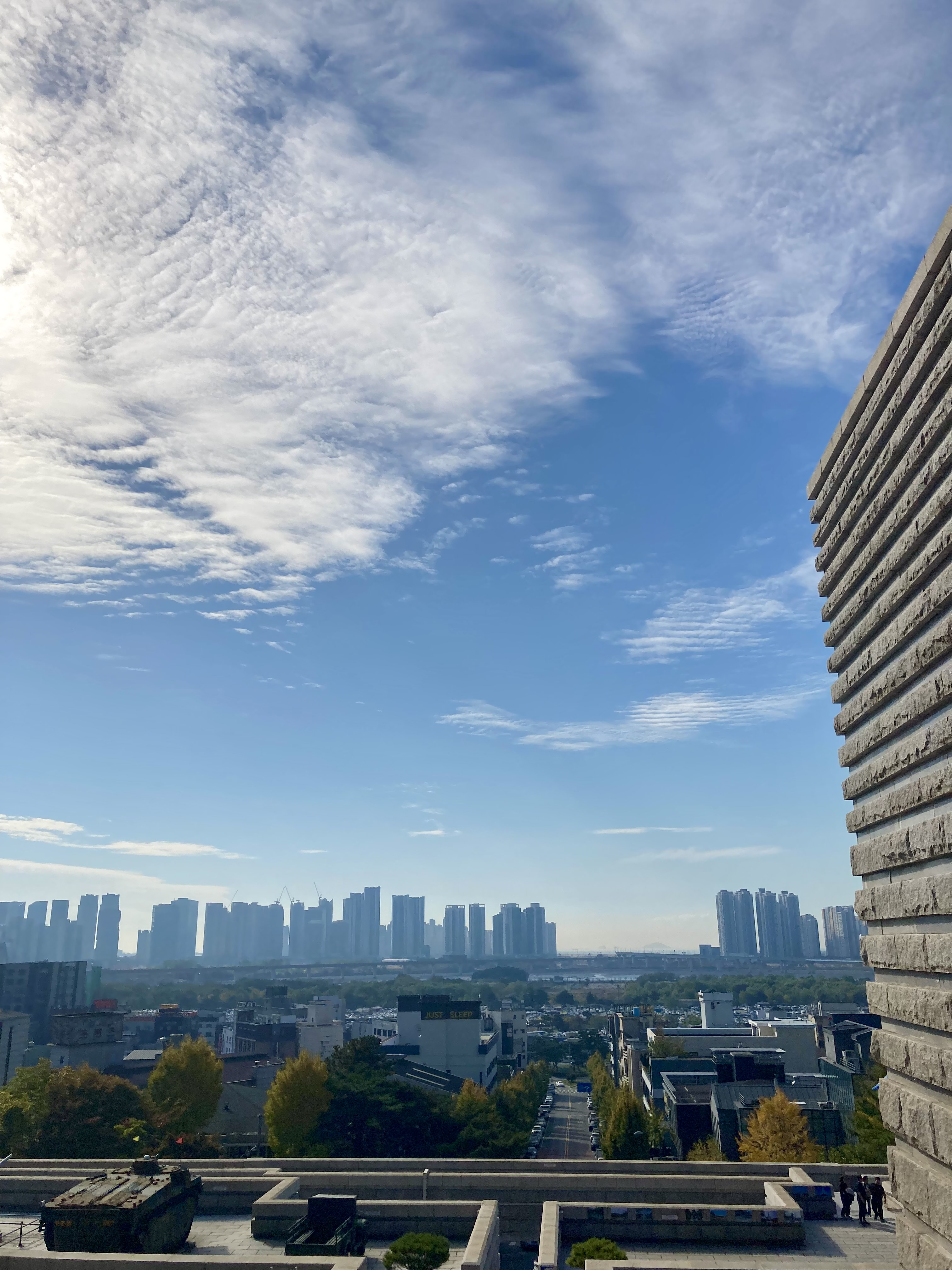
인천 전경
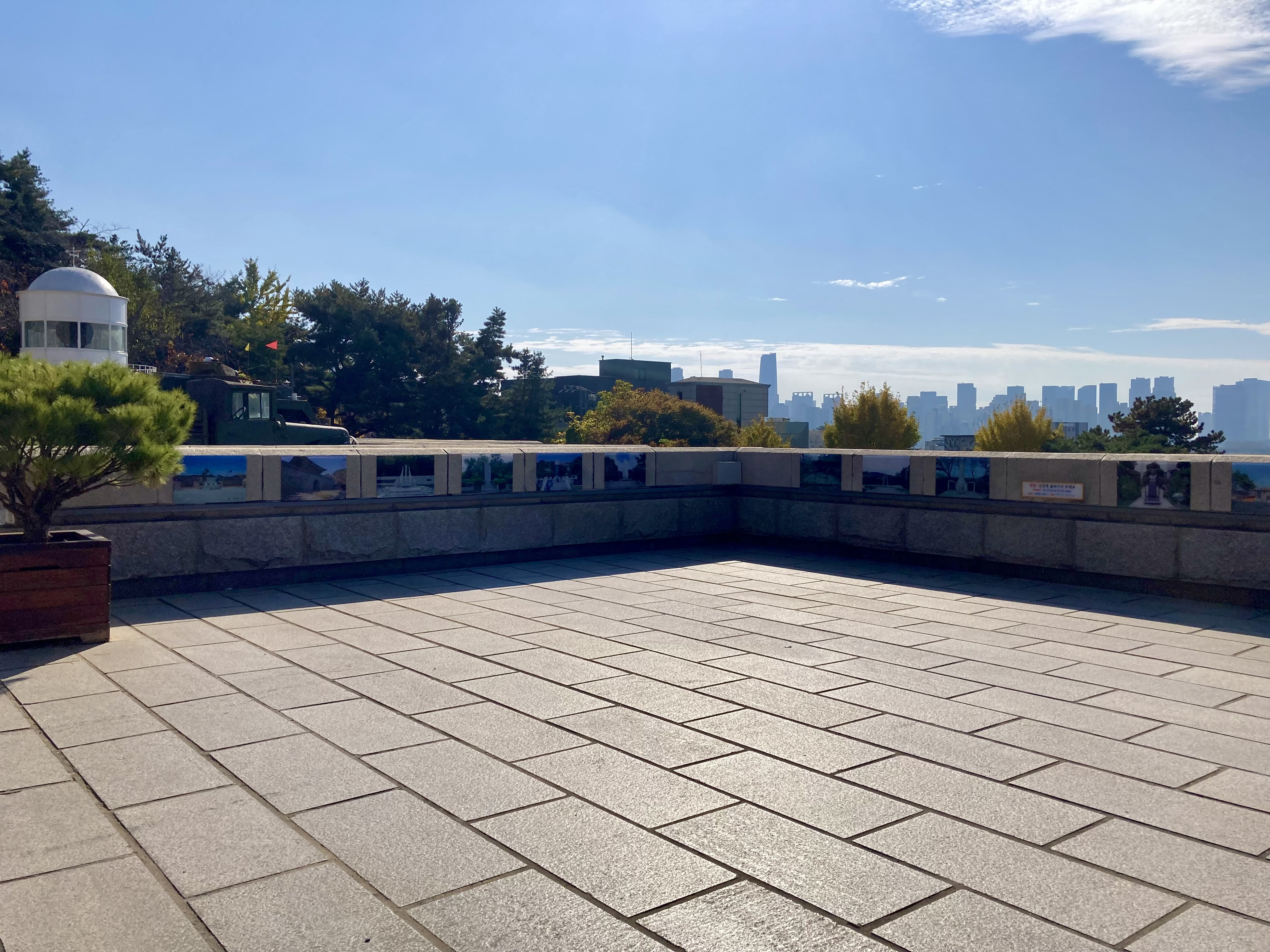
625기념 장소 갤러리
우측 장애인을 위한 보도
인천상륙작전기념관
반원형 아치형다리
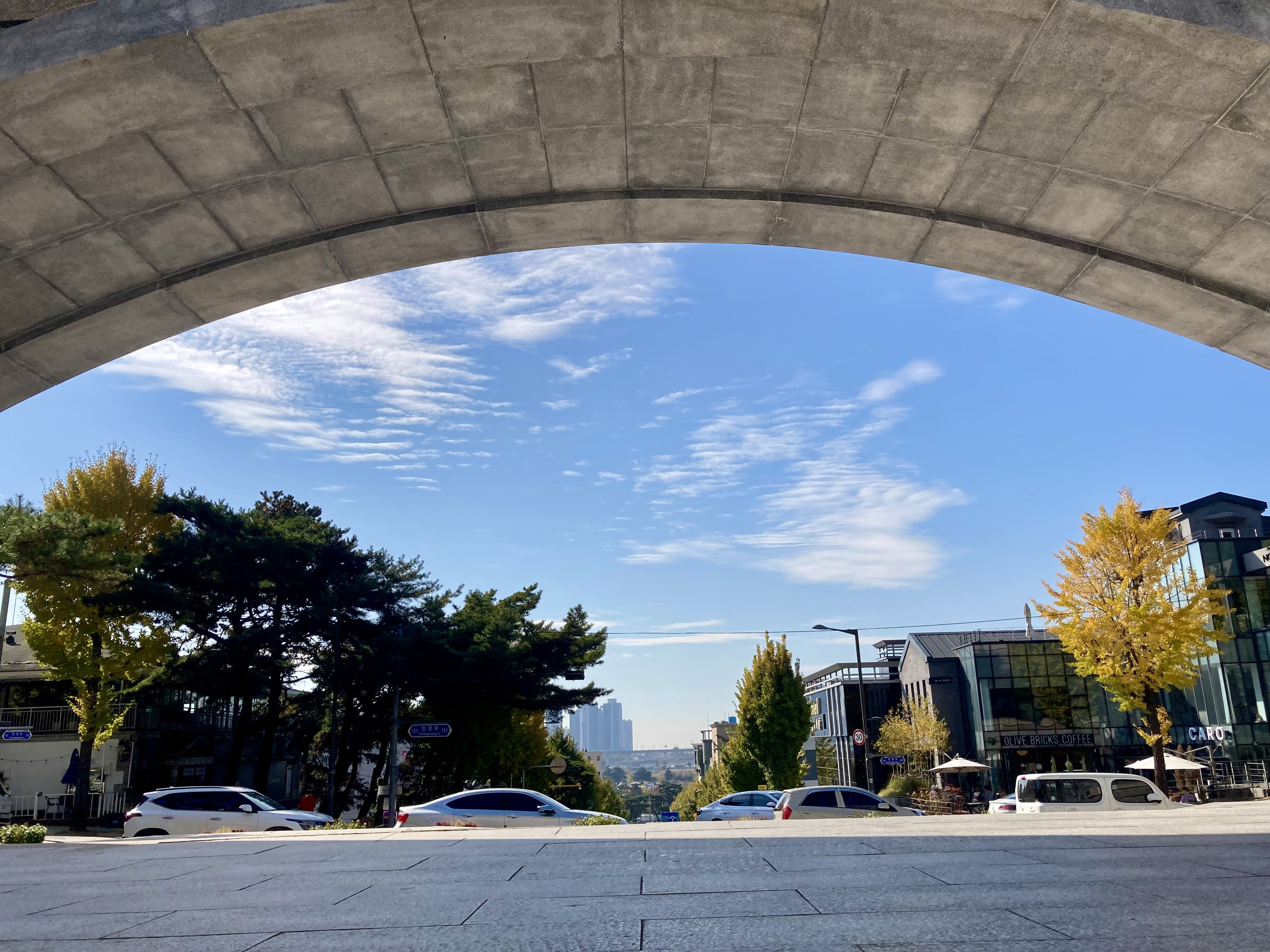
반원형아치형 다리에서 본 인천

## 조형물
미국 해병대의 활약상, 국군과의 서울 탈환, 자유수호의탑, 야외조형물과 전쟁당시 함포, 전차, 상륙함, 공군기 등이 배치되어 있다. (6.25 당시 북한군이 사용한 고사포 또한 배치되어 있다.)

### 6.25 전쟁 당시 사용하던 무기체계

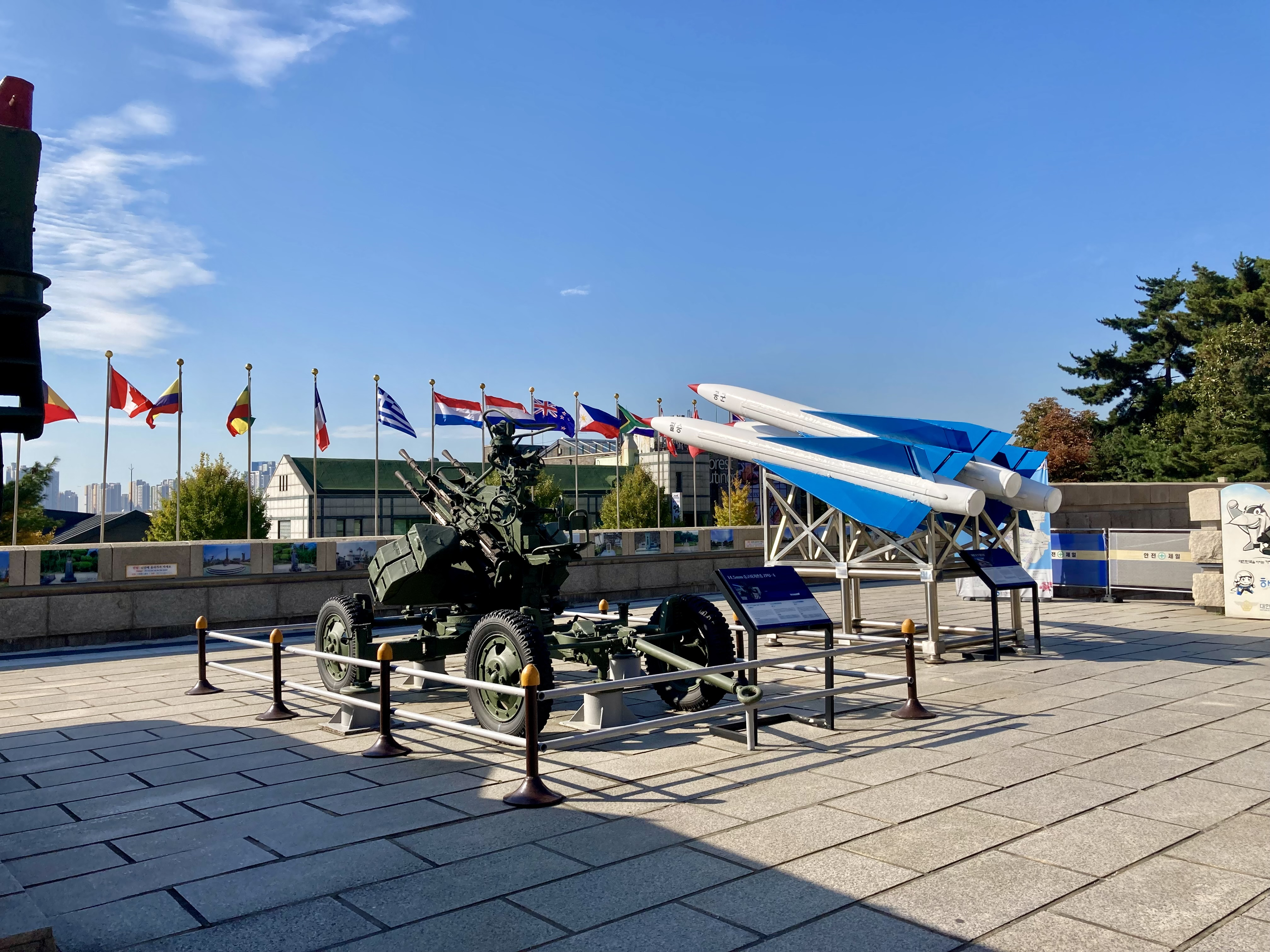
전쟁 기념물
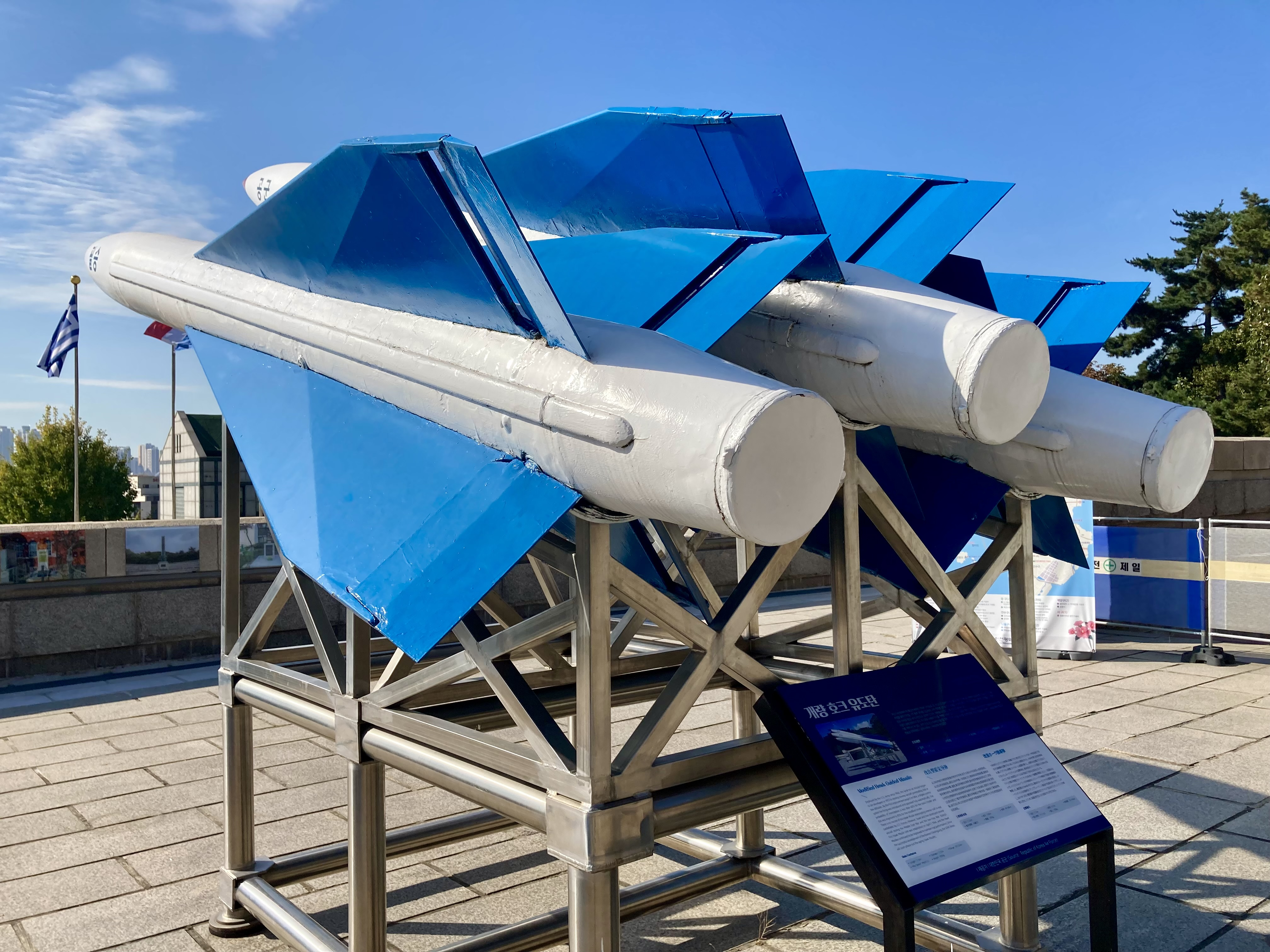
개량호크미사일 기념물
개량호크미사일 기념물
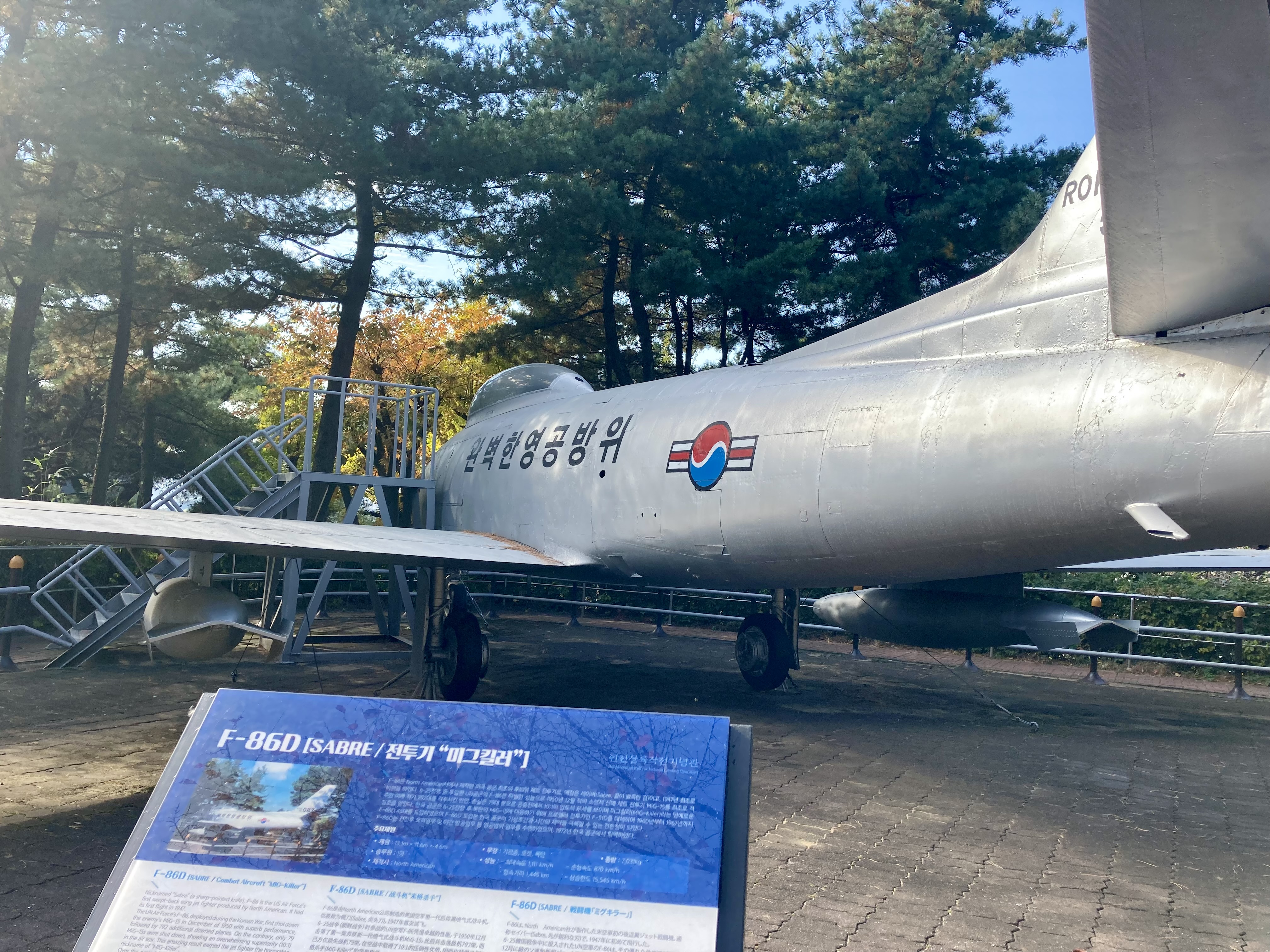
공군비행기 기념물
M47전차
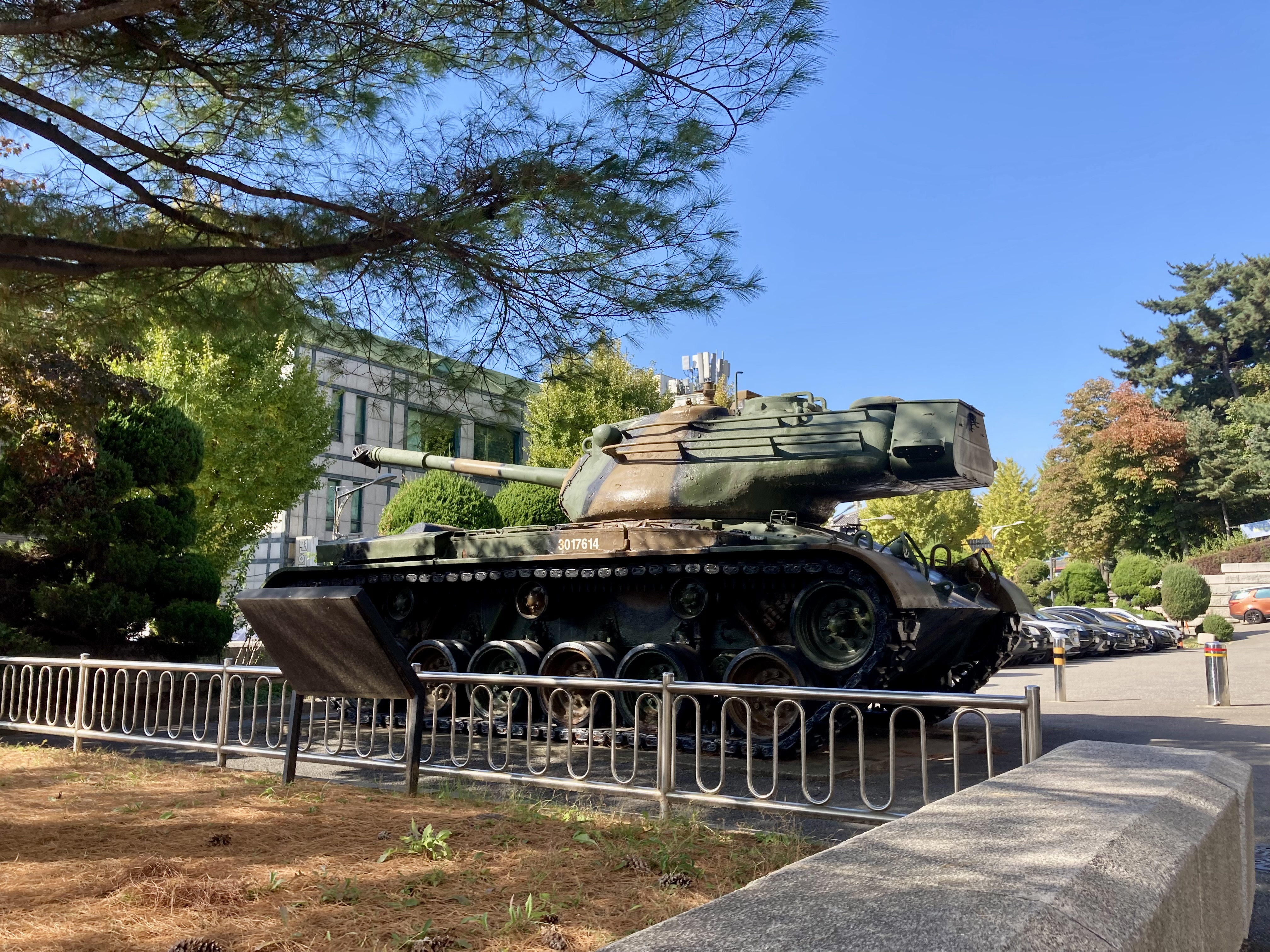
M47전차
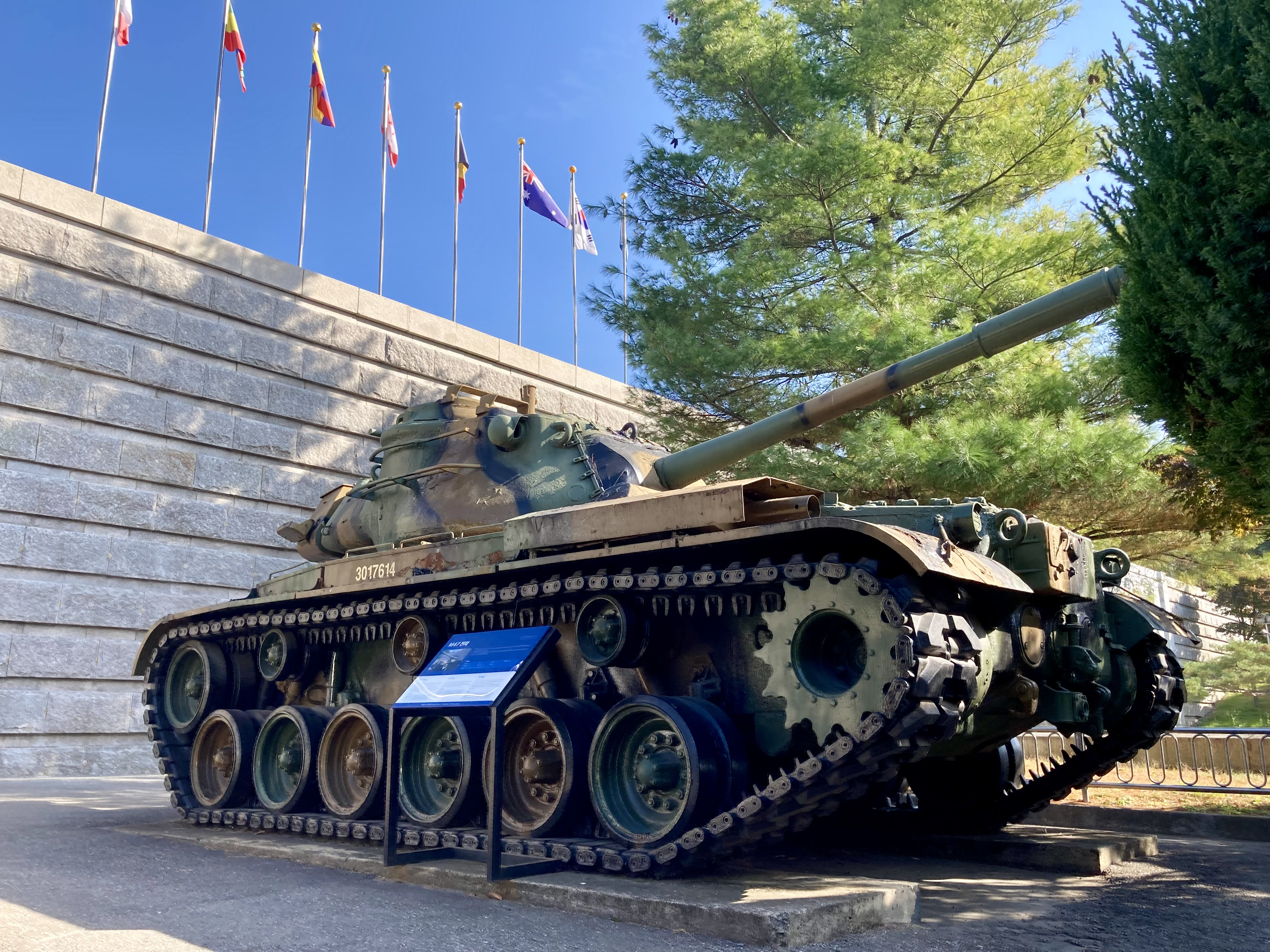
M47전차
상륙함정
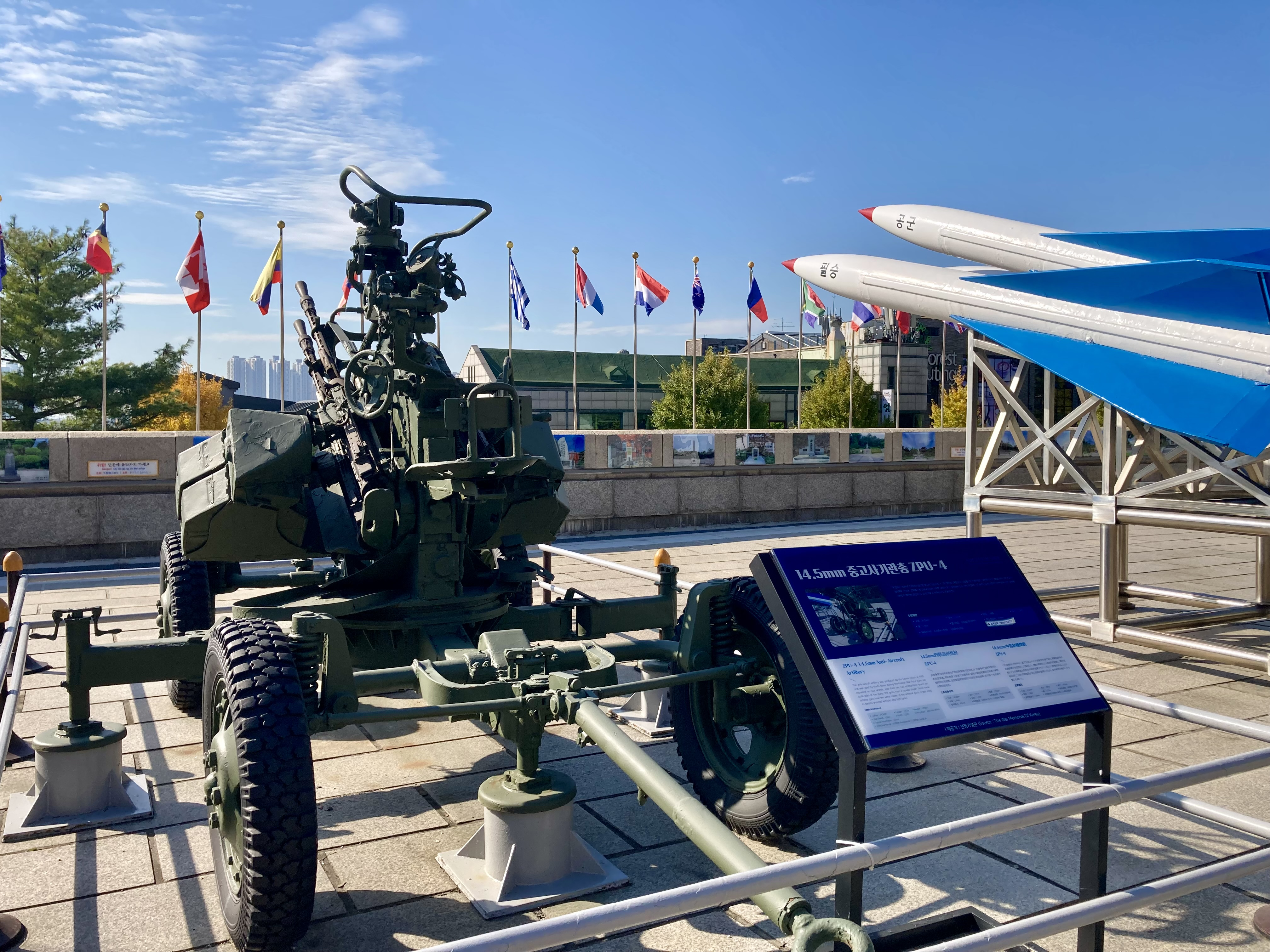
북한의 고사포
북한의 고사포

## 같이 보기
- 송도유원지
- 능허대지
- 인천시립박물관
- 인천 상륙 작전
- 제2차인천상륙작전